# Вал ди Кава (Пиза)
Вал ди Кава је насеље у Италији у округу Пиза, региону Тоскана.
Према процени из 2011. у насељу је живело 1146 становника. Насеље се налази на надморској висини од 22 м.